# Municipio de Las Minas
El municipio de Las Minas se encuentra en el estado de Veracruz. Es uno de los 212 municipios de la entidad y tiene su ubicación en la zona centro del estado. Sus coordenadas son 19°41′32.55″N 97°8′57.67″O / 19.6923750, -97.1493528, con una altura de 1.360 m s. n. m. Su cabecera es la localidad de Las Minas.
El municipio lo conforman doce localidades en las cuales habitan 2.934 personas.

## Límites
- Norte: Altotonga.
- Sur: Tatatila, Las Vigas de Ramírez y Villa Aldama.
- Este: Tatatila.
- Oeste: Altotonga.

## Clima
Su clima es templado-húmedo, con una temperatura de 17,6 °C media anual y lluvias abundantes en verano y principios de otoño y de menor intensidad en invierno.

## Cultura
Las Minas en sus tradiciones, tiene sus celebraciones el 12 de diciembre en honor de la Virgen de Guadalupe, fiesta en la que se realizan eventos religiosos, bailes y danzas autóctonas, folklóricas y juegos pirotécnicos.